# Yên Bái (tỉnh)
Yên Bái trước đây là một tỉnh thuộc vùng Tây Bắc Bộ, Việt Nam.Ngày 12 tháng 6 năm 2025, Quốc hội thông qua Nghị quyết số 202/2025/QH15 về việc sắp xếp đơn vị hành chính cấp tỉnh năm  2025, theo đó tỉnh được giải thể để sáp nhập vào tỉnh Lào Cai.

## Địa lý
Tỉnh Yên Bái nằm ở vùng Tây Bắc tiếp giáp với Đông Bắc, có vị trí địa lý:
- Phía đông giáp tỉnh Tuyên Quang và tỉnh Phú Thọ
- Phía tây giáp tỉnh Lai Châu
- Phía nam giáp tỉnh Sơn La
- Phía bắc giáp tỉnh Hà Giang và tỉnh Lào Cai.[13]

## Lịch sử
Ngày 11 tháng 4 năm 1900, thực dân Pháp thành lập tỉnh Yên Bái gồm có phủ Trấn Yên, hai châu Văn Chấn, Văn Bàn và thị xã tỉnh lỵ đặt tại làng Yên Bái. Từ đó cho đến Cách mạng Tháng Tám năm 1945, địa dư và các đơn vị hành chính tỉnh Yên Bái không thay đổi.

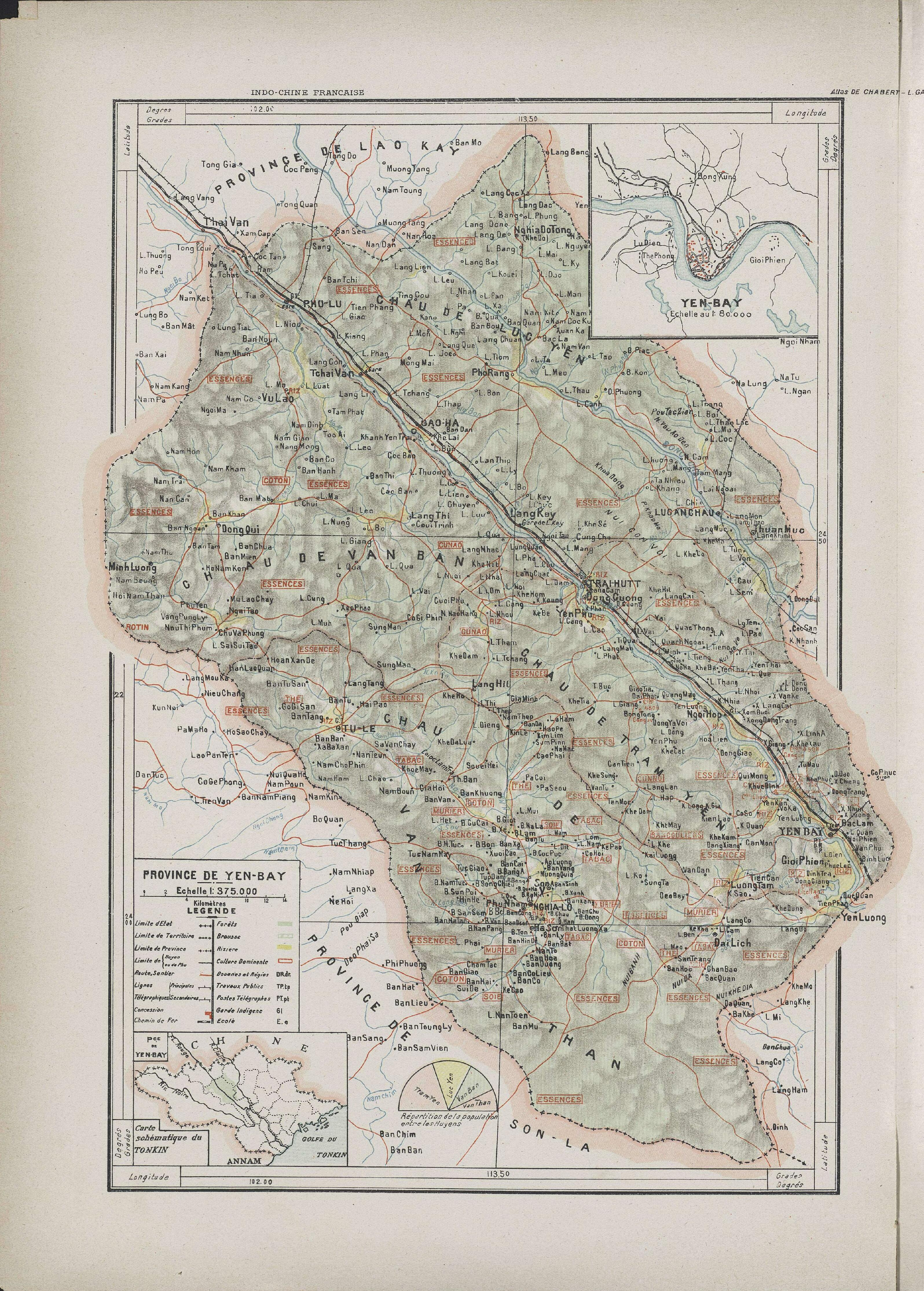
Bản đồ tỉnh Yên Bái năm 1909

Ngày 29 tháng 4 năm 1955, thành lập Khu tự trị Thái - Mèo, địa bàn 2 huyện Than Uyên và Văn Chấn thuộc khu tự trị và sau là tỉnh Nghĩa Lộ.
Ngày 13 tháng 5 năm 1955, 2 huyện Than Uyên và Văn Chấn chính thức tách khỏi tỉnh Yên Bái để sáp nhập vào khu tự trị Thái - Mèo.
Ngày 7 tháng 4 năm 1956, thành lập lại thị xã Yên Bái.
Ngày 1 tháng 7 năm 1956, chuyển huyện Yên Bình của tỉnh Tuyên Quang về tỉnh Yên Bái quản lý.
Ngày 16 tháng 12 năm 1964, thành lập 2 huyện Bảo Yên (tách ra từ 2 huyện Lục Yên và Văn Bàn) và Văn Yên (tách ra từ 2 huyện Trấn Yên và Văn Bàn).
Ngày 27 tháng 12 năm 1975, tỉnh Yên Bái hợp nhất với 2 tỉnh Lào Cai và Nghĩa Lộ thành tỉnh Hoàng Liên Sơn.
Ngày 12 tháng 8 năm 1991, tỉnh Hoàng Liên Sơn chia lại thành 2 tỉnh Lào Cai và Yên Bái. Tỉnh Yên Bái bị tái lập, gồm thị xã Yên Bái và 7 huyện: Lục Yên, Mù Cang Chải, Trạm Tấu, Trấn Yên, Văn Chấn, Văn Yên, Yên Bình (riêng hai huyện Bảo Yên và Văn Bàn lúc này thuộc tỉnh Lào Cai).
Ngày 15 tháng 5 năm 1995, tái lập thị xã Nghĩa Lộ trên cơ sở điều chỉnh 1 phần diện tích tự nhiên và dân số của huyện Văn Chấn.
Ngày 11 tháng 1 năm 2002, chuyển thị xã Yên Bái thành thành phố Yên Bái.
Ngày 12 tháng 6 năm 2025, Quốc hội ban hành Nghị quyết số 202/2025/QH15 về việc sắp xếp đơn vị hành chính cấp tỉnh (nghị quyết có hiệu lực từ ngày 12 tháng 6 năm 2025). Theo đó, sáp nhập tỉnh Yên Bái vào tỉnh Lào Cai.

## Hành chính
Tỉnh Yên Bái có 8 đơn vị hành chính cấp huyện trực thuộc, bao gồm thành phố Yên Bái, thị xã Nghĩa Lộ và 7 huyện: Mù Cang Chải, Lục Yên, Trạm Tấu, Trấn Yên, Văn Chấn, Văn Yên, Yên Bình với 168 đơn vị hành chính cấp xã, bao gồm 12 phường, 10 thị trấn và 146 xã.
| \| Tên \| Dân số (người)2019 \| Hành chính \| \| ------------- \| ------------------ \| ----------------- \| \| Thành phố (1) \| \| \| \| Yên Bái \| 100.631 \| 8 phường, 6 xã \| \| Thị xã (1) \| \| \| \| Nghĩa Lộ \| 68.206 \| 4 phường, 10 xã \| \| Huyện (7) \| \| \| \| Lục Yên \| 108.817 \| 1 thị trấn, 23 xã \| \| Mù Cang Chải \| 63.961 \| 1 thị trấn, 13 xã \| \| Trạm Tấu \| 33.962 \| 1 thị trấn, 11 xã \| \| Trấn Yên \| 84.675 \| 1 thị trấn, 17 xã \| \| Văn Chấn \| 116.804 \| 3 thị trấn, 21 xã \| \| Văn Yên \| 129.679 \| 1 thị trấn, 24 xã \| \| Yên Bình \| 112.046 \| 2 thị trấn, 21 xã \| |                    |                   |
| Nguồn: Kết quả điều tra dân số trên địa bàn tỉnh Yên Bái năm 2019 |                    |                   |
| Tên | Dân số (người)2019 | Hành chính        |
| Thành phố (1) |                    |                   |
| Yên Bái | 100.631            | 8 phường, 6 xã    |
| Thị xã (1) |                    |                   |
| Nghĩa Lộ | 68.206             | 4 phường, 10 xã   |
| Huyện (7) |                    |                   |
| Lục Yên | 108.817            | 1 thị trấn, 23 xã |
| Mù Cang Chải | 63.961             | 1 thị trấn, 13 xã |
| Trạm Tấu | 33.962             | 1 thị trấn, 11 xã |
| Trấn Yên | 84.675             | 1 thị trấn, 17 xã |
| Văn Chấn | 116.804            | 3 thị trấn, 21 xã |
| Văn Yên | 129.679            | 1 thị trấn, 24 xã |
| Yên Bình | 112.046            | 2 thị trấn, 21 xã |

## Kinh tế
Năm 2018, Yên Bái là đơn vị hành chính Việt Nam đông thứ 50 về số dân, xếp thứ 56 về Tổng sản phẩm trên địa bàn (GRDP), xếp thứ 57 về GRDP bình quân đầu người, đứng thứ 60 về tốc độ tăng trưởng GRDP. Với 815.600 người dân, GRDP đạt 27.404 tỉ Đồng (tương ứng với 1,18 tỉ USD), GRDP bình quân đầu người đạt 33,6 triệu đồng (tương ứng với 1.459 USD), tốc độ tăng trưởng GRDP đạt 6,31%.

## Văn hóa

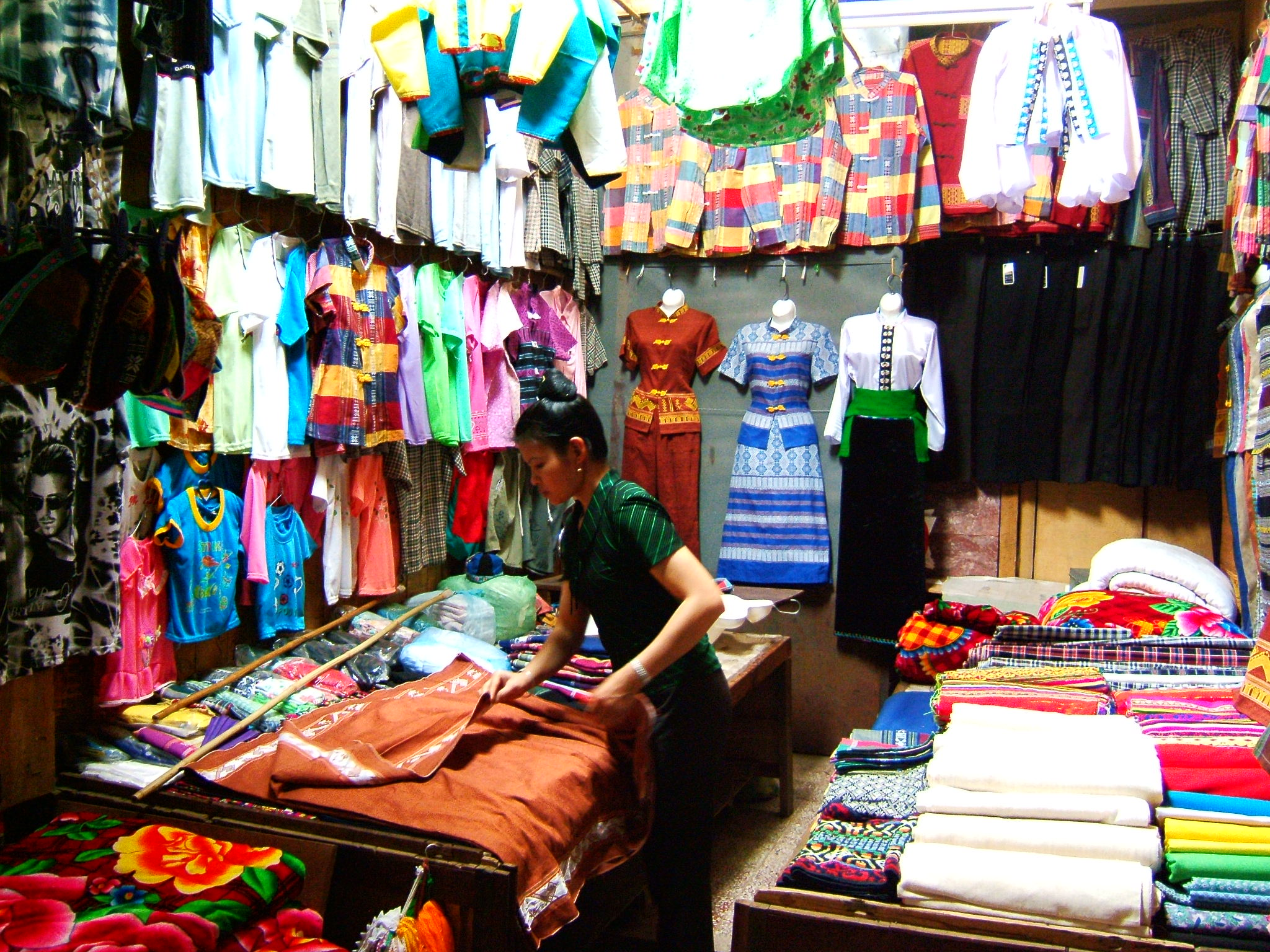
Thổ cẩm bán trong chợ Mường Lò, Nghĩa Lộ

Tính đến ngày 1 tháng 4 năm 2019, tỉnh có 7 tôn giáo khác nhau đạt 61.973 người, nhiều nhất là Công giáo có 58.145 người, tiếp theo là Phật giáo đạt 2.996 người, đạo Tin Lành có 826 người. Còn lại các tôn giáo khác như đạo Cao Đài có 3 người, Phật giáo Hòa Hảo và Tịnh độ cư sĩ Phật hội Việt Nam mỗi tôn giáo có 1 người.